# Xenophora conchyliophora
Xenophora conchyliophora är en snäckart som först beskrevs av Born 1780.  Xenophora conchyliophora ingår i släktet Xenophora och familjen Xenophoridae. Inga underarter finns listade i Catalogue of Life.